# Біллі Мартен
Ізабелла Софі Тведдл (27 травня 1999) виступає під сценічним псевдонімом Біллі Мартен, британська співачка-авторка пісень і музикантка з Ріпона в Північному Йоркширі. Вперше вона стала відома у віці дванадцяти років, коли відео за її участю на YouTube зібрало тисячі переглядів. Свій перший мініальбом вона випустила у віці п'ятнадцяти років у 2014 році, а другий EP — через рік. Наприкінці 2015 року вона була номінована на премію Звук 2016.

## Дискографія

### Студійні альбоми
| Назва                        | Деталі                                                                      |
| ---------------------------- | --------------------------------------------------------------------------- |
| Writing of Blues and Yellows | - Реліз: 23 вересня 2016 - Лейл: RCA - Формат: CD, vinyl, digital download  |
| Feeding Seahorses by Hand    | - Реліз: 26 квітня 2019 - Лейбл: RCA - Формат: CD, vinyl, digital download  |
| Flora Fauna                  | - Реліз: 21 May 2021 - Лейбл: Fiction - Формат: CD, vinyl, digital download |

### Розширені версії
| Назва      | Деталі                                                                                        |
| ---------- | --------------------------------------------------------------------------------------------- |
| Ribbon     | - Реліз: 23 June 2014 - Лейбл: Spilt Milk Records - Format: Digital download                  |
| As Long As | - Реліз: 13 листопада 2015 - Лейбл: Chess Club Records - Формати: 10" vinyl, Digital download |

### Сингли
| Рік  | Назва               | Альбом                       |
| ---- | ------------------- | ---------------------------- |
| 2014 | «Ribbon»            | Ribbon                       |
| 2015 | «Heavy Weather»     | Writing of Blues and Yellows |
| 2015 | «Out of the Black»  | Writing of Blues and Yellows |
| 2015 | «Bird»              | Writing of Blues and Yellows |
| 2015 | «As Long As»        | As Long As                   |
| 2016 | «Milk & Honey»      | Writing of Blues and Yellows |
| 2016 | «La Lune»           | Writing of Blues and Yellows |
| 2016 | «Lionhearted»       | Writing of Blues and Yellows |
| 2016 | «Live»              | Writing of Blues and Yellows |
| 2018 | «Mice»              | Feeding Seahorses by Hand    |
| 2018 | «Blue Sea, Red Sea» | Feeding Seahorses by Hand    |
| 2019 | «Betsy»             | Feeding Seahorses by Hand    |
| 2019 | «Cartoon People»    | Feeding Seahorses by Hand    |
| 2021 | «Garden of Eden»    | Flora Fauna                  |
| 2021 | «Creature of Mine»  | Flora Fauna                  |
| 2021 | «Human Replacement» | Flora Fauna                  |